# Gemelas Merrell
Veronica Jo Merrell-Burriss y Vanessa Jo Merrell (Kansas City, Missouri, 6 de agosto de 1996), conocidas como las gemelas Merrell, son gemelas idénticas youtubers, actrices, músicas y cantantes estadounidenses.

## Primeros años
Sus padre son Paul Merrell y Wendy Merrell. Veronica «Roni» es 45 minutos mayor que Vanessa «Nessa». Crecieron en Kansas City, Missouri, antes de mudarse al Gran Los Ángeles en junio de 2013 a la edad de 16 años para seguir una carrera en actuación y filmación para su canal de YouTube. También tuvieron muy poco tiempo con Disney Channel.

## Educación
En 2015, los Merrell Twins se matricularon en la Universidad Estatal de California, Northridge. Veronica estaba estudiando escritura de guiones y Vanessa estaba estudiando producción de televisión.

## Carrera
Las gemelas Merrell comenzaron a hacer videos de YouTube en 2009. Sus videos son producidos y editados por su padre, Paul Merrell. A menudo aparecen en videos de AwesomenessTV y tuvieron papeles recurrentes en el programa de televisión Jane the Virgin. Aparecieron en la película The Standoff del 2016. En 2016 en los 8th Shorty Awards, ganaron por YouNower of the Year.
Ganaron un premio Streamy a la mejor red social en vivo en 2016. En 2017, fueron nominadas a Choice Female Web Star en los Teen Choice Awards. En 2018, fueron nominadas a dos Teen Choice Awards: Choice Female Web Star y Choice YouTuber. Ganaron el premio Streamy 2018 en la categoría Estilo de vida.
En julio de 2018, Merrell Twins lanzó su línea de ropa, True IMG. La frase 'imagen verdadera' se deriva del significado del nombre de Veronica, y su logotipo presenta una mariposa que salpica la 'I' en IMG, refiriéndose al significado del nombre de Vanessa en griego.
En 2019 fueron nominadas a Mejor Conjunto de YouTube en los 11th Shorty Awards. Por su parte, fueron nominadas a Estrella Social Femenina Favorita en los Kids' Choice Awards de 2020.
En colaboración con AwesomenessTV, las gemelas lanzaron Twin My Heart, un programa de telerrealidad destinado a encontrar el amor para una de las gemelas, Vanessa Merrell. El éxito de la primera temporada llevó al lanzamiento de una segunda temporada en 2020 que giraba en torno a dos de los mejores amigos de los gemelos, Franny Arrieta y Nezza. También produjeron y actuaron en tres programas web llamados «¿Dónde está mi Romeo?», "Prom Knight" y "Ingresando a la universidad".

## Vidas personales
El 27 de diciembre de 2021, Veronica se casó con el YouTuber Aaron Burriss.
El 7 de septiembre de 2022, Vanessa anunció su compromiso con el músico John Vaughn.

## Filmografía
Esta filmografía es de las gemelas como dúo.
| Años)     | Título          | Papel de Verónica | Papel de Vanessa | Motas                                    |
| --------- | --------------- | ----------------- | ---------------- | ---------------------------------------- |
| 2014-2016 | Jane the Virgin | Victoria          | Valeria          | 5 episodios                              |
| 2015      | Faking It       | Willa             | ella             | Episodio: "Miedo al baile de graduación" |
| 2016      | The Standoff    | Mia               | Maya             | Película directa a video                 |
| 2017      | Hyperlinked     | Señorita          | Chrissy          | Episodio: "La entrevista"                |
| 2020      | Like a Boss     | Lola              | Layla            |                                          |

Esta filmografía es de Vanessa Merrell.
| Año  | Título    | Rol    | Notas | Ref.   |
| ---- | --------- | ------ | ----- | ------ |
| 2020 | conmutado | Olivia |       | [ 18 ] |

## Premios y nominaciones
| Año  | Ceremonia de premiación            | Categoría                         | Resultado | Referencias |
| ---- | ---------------------------------- | --------------------------------- | --------- | ----------- |
| 2016 | Premios cortos                     | YouNower del año                  | Ganadora  | [ 7 ]       |
| 2016 | Premios Streamy                    | Vivir                             | Ganadora  | [ 8 ]       |
| 2017 | Premios Teen Choice                | Mejor estrella web femenina       | Nominada  | [ 9 ]       |
| 2018 | Premios Teen Choice                | Mejor estrella web femenina       | Nominada  | [ 10 ]      |
| 2018 | Premios Teen Choice                | Youtuber de elección              | Nominada  | [ 10 ]      |
| 2018 | Premios Streamy                    | Estilo de vida                    | Ganadora  | [ 11 ]      |
| 2019 | Premios cortos                     | Mejor conjunto de YouTube         | Nominada  | [ 13 ]      |
| 2020 | Premios a la elección de los niños | Estrella social femenina favorita | Nominada  | [ 14 ]      |